# Контактовый метаморфизм
Контактовый метаморфизм — изменение состава, структуры и текстуры горных пород в результате прогрева со стороны магматического расплава и постмагматических флюидов.
Проявляется вблизи интрузивных массивов, кристаллизовавшихся на малых и средних глубинах (до 10—12 км), которые внедряются в осадочные или ранее существующие изверженные породы и вносят в земную кору избыточное тепло (термометаморфизм). На больших глубинах контактовые ореолы сливаются с полями регионально-метаморфических пород и не фиксируются.
Контактовому метаморфизму подвергаются также ксенолиты захваченные магматическим расплавом. Мощность контактовых ореолов, составляет обычно несколько десятков, реже — сотен метров, и даже вблизи крупных гранитных батолитов не превышает 2—3 км.
В результате воздействия алюмосиликатных расплавов на близкие по составу, силикатные или алюмосиликатные осадочные породы (песчаники, алевролиты, аргиллиты, кремнистые сланцы) образуются контактовые роговики.
От пород регионального метаморфизма роговики отличаются прежде всего своим геологическим положением — приуроченностью к интрузивным массивам. Если обнаженность территории хорошая, удается наблюдать постепенный переход от контактовых роговиков к их неизмененным аналогам — песчаникам и алевролитам. Кроме того, преобразования, которым подвергается порода при контактовом метаморфизме, связаны главным образом с прогревом, приводящем к отжигу, поэтому для пород контактового метаморфизма характерны однородные массивные текстуры, отсутствие сланцеватости, идиоморфизм зерен и отсутствие внутризерновых дислокаций.
Давление при контактовом метаморфизме изменяется в пределах 0—3 Кбар, температура — 300—1200° С.
Экстремально высокие температуры (900—1200° С) достигаются только при метаморфизме ксенолитов, со всех сторон окруженных магматическим расплавом.
Очень важную роль играет постмагматический флюид. Наличие значительных контактовых ореолов характерно для интрузий кислого состава, хотя температура кристаллизации у кислых магм существенно ниже, чем у основных. Однако основные магмы бедны флюидом, а при чисто кондуктивном переносе тепла от контакта, метаморфизму подвергается только узкая (до нескольких метров мощностью) зона.
Контактовые ореолы могут служить признаком близости невскрытого интрузивного тела.